# Roosendaalse Vliet
De Roosendaalse Vliet is een waterloop in de Nederlandse provincie Noord-Brabant die Roosendaal met het Volkerak verbindt.

## Geografie
De waterloop ontspringt nabij Kalmthout in België als Kleine Aa, verder stroomafwaarts Wildertse Beek genoemd. Ze stroomt ten oosten van Essen en vervolgens Nispen, en wordt dan de Watermolenbeek of Molenbeek genoemd. Ze stroomt door Roosendaal en gaat hier over in de Nieuwe Roosendaalse Vliet. Deze stroomt verder noordwaarts om uiteindelijk naar het westen af te buigen, waar ze bij Bovensas overgaat in de Steenbergse Vliet, welke via de sluizen van Benedensas in verbinding staat met het Volkerak. Via het Mark-Vlietkanaal ontvangt de Vliet ook water van de Dintel.
Om historische redenen wordt het gebied tot het stroomgebied van de Maas gerekend, hoewel het Volkerak nu eerder naar de Noordzee afwatert via de delta van de Oosterschelde.

## Geschiedenis
Ten noorden van Roosendaal was vroeger een land van kreken en gorzen, dat in latere jaren steeds verder werd bedijkt. De belangrijkste kreken, zoals de Roosendaalse en Steenbergse Vliet, behielden hun waterafvoerende functie. 
Het bevaarbaar maken van de Vliet en het aanleggen van een haven in 1451 zette de bloei van Roosendaal in gang. Verzanding van de Vliet maakte het tussen 1792-1823 noodzakelijk de beek opnieuw uit te graven, waarbij de Vliet gedeeltelijk is gekanaliseerd. In deze tijd stond de Roosendaalse en Steenbergse Vliet via het Volkerak nog in open verbinding met de zee. Zeer regelmatig overstroomden daardoor grote delen van het Vlietgebied bij hoog water.
Vanaf 1824 beschermden de sluizen van Benedensas het achterliggende gebied tegen hoge vloedstanden. Tot de jaren zeventig van de twintigste eeuw had de Vliet grote betekenis voor de beroepsvaart. Suikerfabrieken, zand- en grindbedrijven, een betonmortelcentrale en een oliedistributiecentrum in Roosendaal hadden allemaal hun vestiging aan het water voor de aan- en afvoer van grondstoffen en producten. 
De jaren 1967 en 1968 waren topjaren met een geschat tonnage van één miljoen ton per jaar. Maar daarna zette de neergang in door alternatief goederenvervoer over de weg. Bedrijven werden verplaatst waardoor nog vóór de eeuwwisseling het vrachtvervoer per schip over de Vliet tot nul was gereduceerd. Dit had ook te maken met het graven van het Mark-Vlietkanaal in 1983, waardoor Roosendaal in rechtstreekse verbinding met de Dintel kwam en de Vliet voor het scheepvaartverkeer nauwelijks nog betekenis had.